# 科羅爾—巴貝圖阿普大橋

科羅爾—巴貝圖阿普大橋地理位置

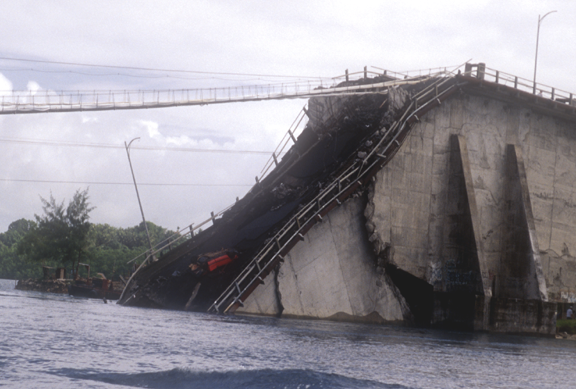
韓國興建的舊大橋倒塌新聞照

科羅爾—巴貝圖阿普大橋（簡稱：KB大橋）是一座溝通帛琉最大城科羅爾與最大島巴貝圖阿普島之間的大橋，屬跨海大橋。該橋總長143公尺，新橋由日本鹿島建設於2002年興建完成，取代原由韓國建設公司SOCIO建造於1978年、倒塌於1996年的舊大橋。

## 經過
原先的韓建舊大橋是屬於懸臂橋與箱梁橋結構並由預力混凝土建造，該橋是由德國D&W建築公司設計的。該橋跨度為240.8公尺，是當時懸臂橋的世界紀錄保持者，直至1985年澳大利亞布里斯本里歐·黑爾舍爵士大橋完工後才被打破紀錄。1996年7月26日，韓建舊大橋突然倒塌，並影響自來水以及電力輸送至科羅爾。此次事件中造成2人死亡、4人受傷，此時帛琉前任總統中村國雄宣布全國進入緊急狀態。災後日本政府宣布願意再為當地建座新橋。

日建新大橋是於倒塌事件後隔年之1997年開始建造，是由日本政府開發援助資金出資，委託日本鹿島建設興建。日建新大橋於2001年12月興建完工，並命名為「日本—帛琉友誼大橋」。該新橋於2002年1月11日通車。

## 照片錦集

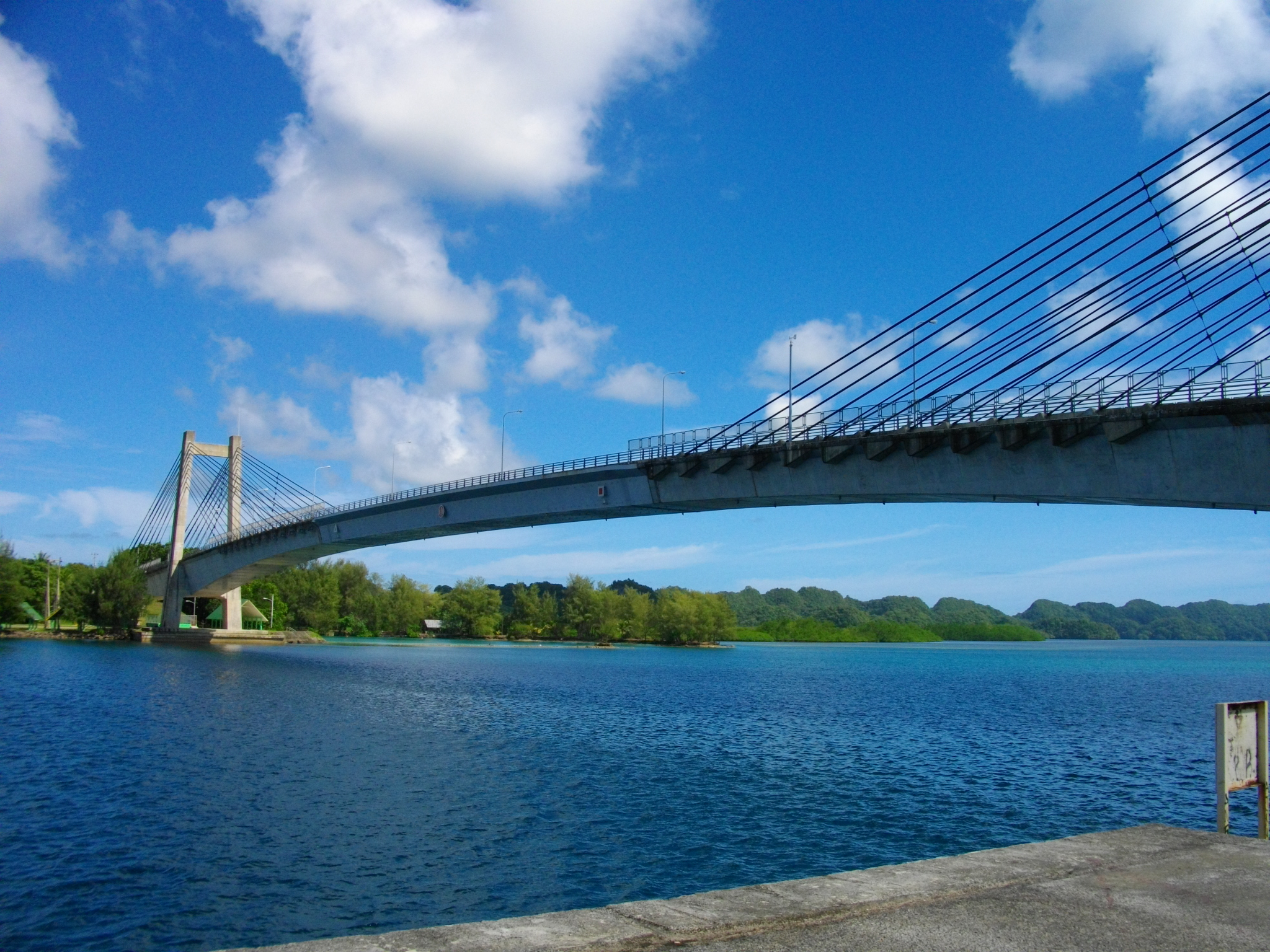
側面（由科羅爾岸拍攝）
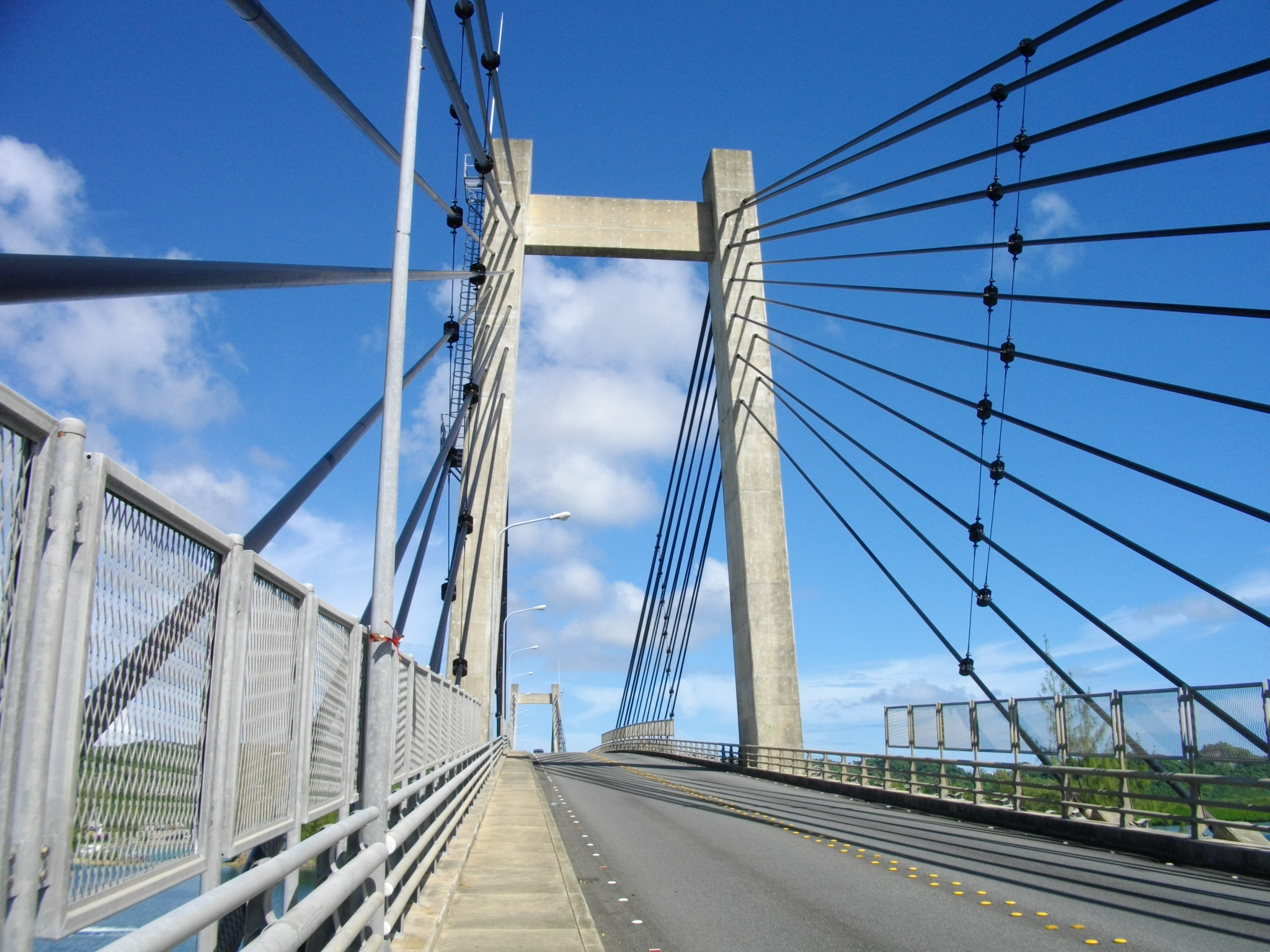
橋上
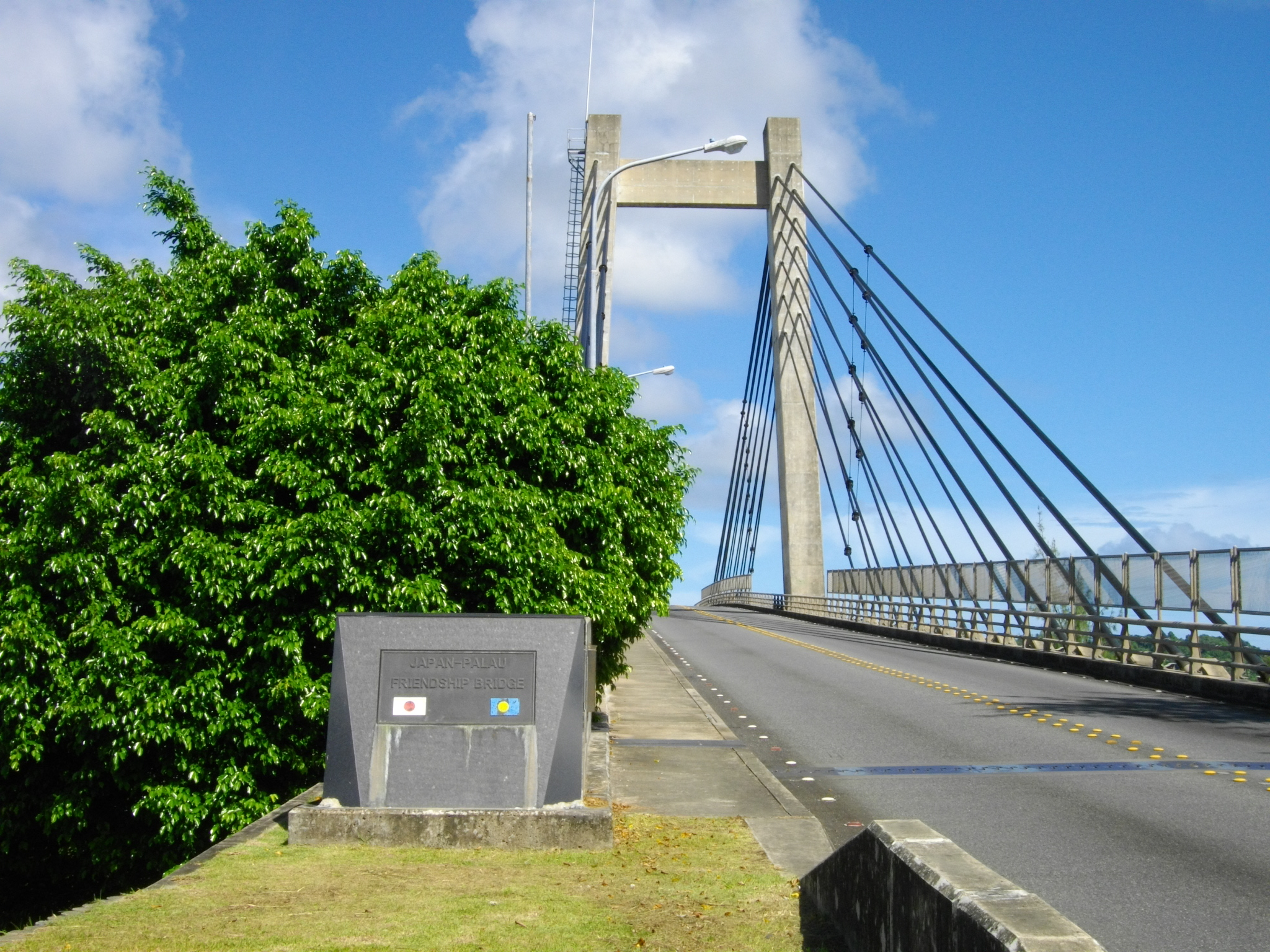
「日本—帛琉友誼大橋」紀念碑
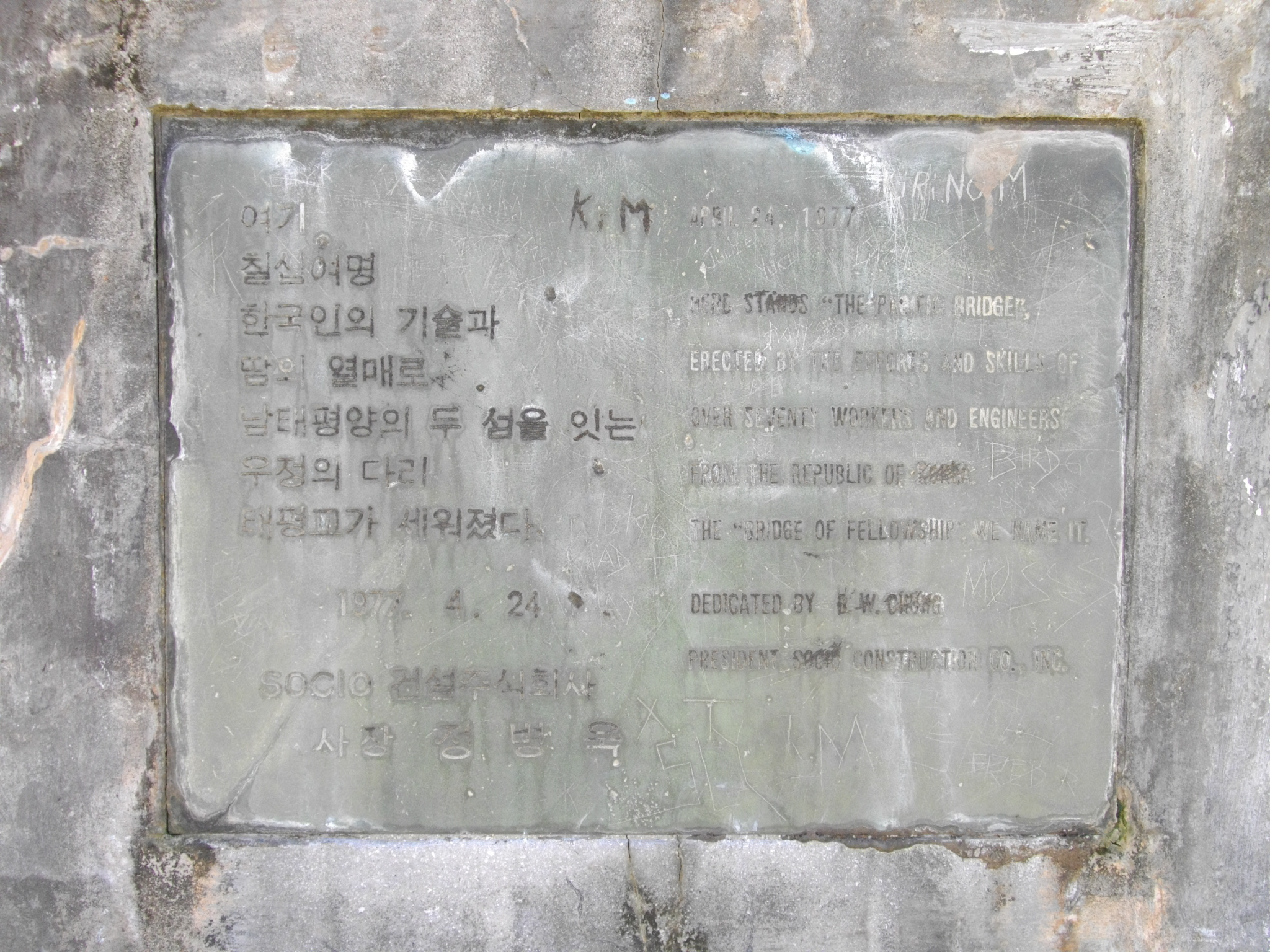
韓國興建的舊大橋殘骸，碑文上之「KOREA」字樣已刨除，但仍留有韓語「韓國人」（한국인）之字樣
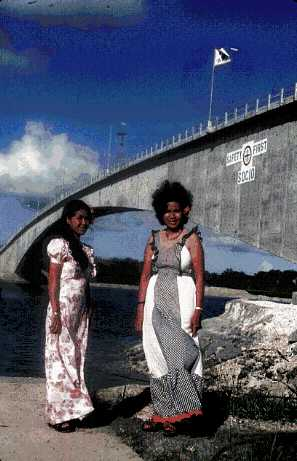
韓國興建的舊大橋完工紀念照，橋上標註英語「安全第一」的字樣
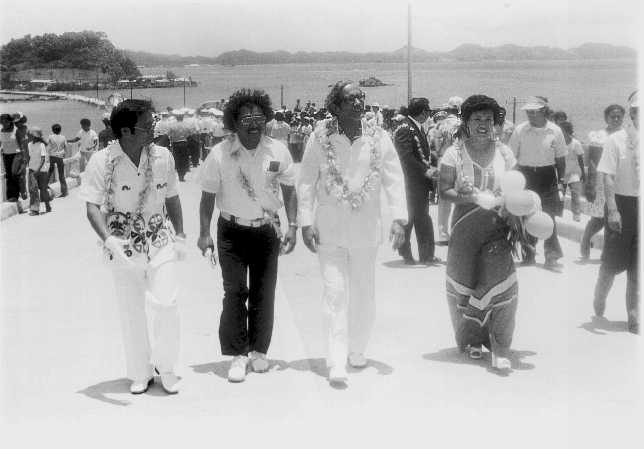
舊大橋開通儀式社會建設會長出席儀式